# Bernardino José Brochado
Bernardino José Brochado foi um viajante português que explorou, no século XIX, as margens do rio Cunene. «A descrição das suas viagens, datada de Gambos de 1850, figura nos Annaes do Conselho Ultramarino»..